# Platypalpus mesogrammus
Platypalpus mesogrammus är en tvåvingeart som beskrevs av Friedrich Hermann Loew 1863. Platypalpus mesogrammus ingår i släktet Platypalpus och familjen puckeldansflugor. Inga underarter finns listade i Catalogue of Life.